# 努尔·阿合买提江·布格拉

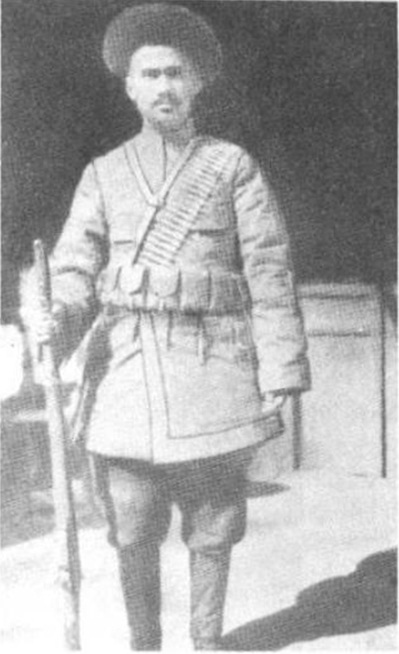
努尔·阿合买提江·布格拉

努尔·阿合买提江·布格拉（維吾爾語：نور احمد جان بۇغرا‎）（？—1934年4月16日）维吾尔族，新疆和田人，新疆军事人物，穆罕默德·伊敏·布格拉的弟弟。

## 生平
努尔·阿合买提江·布格拉是穆罕默德·伊敏·布格拉及阿不都拉·布格拉的弟弟，也是东突厥斯坦伊斯兰共和国的埃米尔之一。在1934年喀什战役中，他指挥维吾尔族及柯尔克孜族武装，同回族的国民革命军新编陆军第三十六师（即马仲英部）作战。第三十六师忠于南京国民政府，希望击败维吾尔族及柯尔克孜族武装，以报克孜尔大屠杀之仇。努尔·阿合买提江·布格拉曾参与过那次大屠杀。1934年4月16日，努尔·阿合买提江·布格拉在英吉沙被马仲英、马福元率领的第三十六师杀死。他手下的2,500名维吾尔族及柯尔克孜族武装人员被兵力超过10,000人的第三十六师全部歼灭。